# Melvin Andrews
Melvin Andrews (Kingstown, 21 de janeiro de 1974) é um ex-futebolista de São Vicente e Granadinas.

## Carreira em clubes
Andrews começou a carreira em 1994, no Hope International, aos 20 anos. Após rápidas passagens por North East Stars (Trindade e Tobago) e Positive Vibes (Ilhas Virgens Americanas) retornou ao Hope em 2008 tendo outra passagem longa e aposentando-se no final de 2017.

## Seleção
Andrews atuou pela Seleção de São Vicente: com 58 partidas disputadas entre 1996 e 2008. 

## Links
- Melvin Andrews em National-Football-Teams.com